# Teresa Aubach i Guiu
Maria Teresa Aubach i Guiu (Montoliu de Lleida, Segrià 2 de novembre de 1930 - Barcelona, 13 d'agost de 2002) va ser una historiadora i professora universitària catalana.
Des de 1961 fou professora d'història de les facultats de Teologia i Filosofia a la Universitat Pontifícia de Salamanca. En 1988 fou la impulsora de la Facultat de Ciències de la Informació de la Universitat Pontifícia de Salamanca, de la que també en fou degana fins al 1996. En 1994 va rebre un dels Premis d'Actuació Cívica de la Fundació Lluís Carulla per haver creat a la seva universitat la Càtedra de Cultura Catalana Jaume Vicens i Vives.

## Obres
- La "Escuela de la Virtud", Escuela de socialismo cristiano, Barcelona : Balmeslane, [1972]
- El Instituto Catalán de Artesanos y Obreros, obra del Obispo Lluch y Garriga Salamanca : [s.n.], 1975
- El Obispo Urquinaona, fundador de la Asociación "Amigos de los Obreros", Valencia : Universidad, 1975
- Utopia y postmodernidad, Salamanca : Universidad Pontificia, Cátedra "Herrera Oria", 1986
- Nuevas fronteras de la etica : norte y sur. Guerra y paz, Salamanca : Universidad Pontificia, 1987
- Cuatro estudios de historia de Cataluña : (siglos XIX y XX), Salamanca : Universidad Pontificia de Salamanca, Cátedra de Cultura Catalana "Jaume Vicens Vives", 1988
- La Universidad Pontificia de Salamanca : sus raíces : su pasado : su futuro, Salamanca : Universidad Pontificia de Salamanca, 1989